# Zara – Alles neu
Zara – Alles neu ist der erste Band der drei Bücher umfassenden Kinderbuchreihe um ein Mädchen namens Zara, die von der deutschen Autorin Ulrike Schrimpf verfasst wurde und 2013 bis 2015 im Aladin Verlag erschienen ist (Zara – Alles neu, 2013, Zara – Alles Sommer, 2014 und Zara – Alles Liebe, 2015).

## Inhalt
Zara ist ein lebenslustiges und eigenwilliges elfjähriges Mädchen, das von sich selbst sagt: „Manchmal denke ich, nur der Himmel ist die Grenze“. Sie lebt gemeinsam mit ihren Eltern und ihrem außergewöhnlichen Bruder Jonathan, genannt Jonnie-Poponnie, in Berlin. Zaras großer Wunsch ist es, Musikerin zu werden, um genauer zu sein: Rapperin. Ihre großen Vorbilder sind u. a. Peter Fox, auf dessen Song Alles neu der Buchtitel auch anspielt, Seeed und Pyranja sowie die mutige Buchheldin Zora, die in Die rote Zora von Kurt Held die Hauptrolle spielt, eines von Zaras Lieblingsbüchern. Um ihr Ziel zu erreichen, gibt das fantasiebegabte Mädchen, das sich immer wieder in Traumwelten zurückzieht, so gut wie alles: Sie legt sich mit ihrer Erzfeindin, der „Eishexe“ Greta von Ganten und deren „Gang der Bekloppten“ an, sucht sich auf eigene Initiative eine coole Gitarrenlehrerin, die sie in der Straßenmusikerin AnnaLi findet, und öffnet sich sogar dem Nerd Elias, einem neuen Mitschüler, der jüngst aus München nach Berlin gezogen ist, und der Zara zunächst gewaltig auf den Wecker geht, weil er ihr so altklug und sonderbar erscheint. Als Herr Jakob, Zaras heiß geliebter Klassenlehrer, den Schülerinnen und Schülern eröffnet, dass sie an einem Wettbewerb, Schule macht Musik, teilnehmen werden, ist Zara Feuer und Flamme: Sie gründet eine eigene Band und ist wild entschlossen, den Wettbewerb mit einem selbst gedichteten Rap, dem Zora-Zara-Song, zu gewinnen. Doch der Weg dorthin ist steiniger, als Zara sich vorstellt: Die eiskalte Greta mischt in Zaras Band mit und intrigiert gegen sie, bis es ihr gelingt, Zara nur wenige Tage vor dem Wettbewerb, aus der Gruppe ekeln. So steht das Mädchen plötzlich ganz alleine da, und ihr großer Traum scheint zu zerplatzen.
Neben dem großen Thema „Musik“, das das gesamte Buch durchzieht, spielt Zaras Familie eine wichtige Rolle. Zara hat eine besondere, innige Bindung zu ihrem Vater, der zu Beginn des Buches für ein Jahr nach Paris zieht, um dort an der Sorbonne zu unterrichten. Zara leidet unter der Trennung, schreibt ihrem Vater sehnsuchtsvolle Sms und besucht ihn schließlich für ein paar Tage in Paris, wo sie spannende und bunte Tage miteinander verbringen. Zaras Verhältnis zu ihrer Mutter, die als Yogalehrerin arbeitet, ist ebenfalls liebevoll, aber konfliktreicher als das zum Vater, was vielleicht mit der nahenden Pubertät Zaras zu tun hat, aber auch daran liegt, dass Zaras Mutter oft damit beschäftigt ist, sich um Zaras jüngeren Bruder Jonathan zu kümmern, der Trisomie 21 hat. Jonathan nervt Zara als kleinerer Bruder, der gerne Quatsch macht und unberechenbar sein kann, aber man spürt auch an vielen Stellen, wie eng die beiden miteinander verbunden sind. Die Szenen zwischen den Geschwistern, in denen sie sich gegenseitig trösten und beistehen oder in denen sie zusammen herumblödeln und lustigen Mist bauen, gehören zu den schönsten, berührendsten im Roman.

## Personen
Zara Schumann, „Träumerin und Rapperin“, wie sie sich selbst bezeichnet, ist die zehnjährige Heldin des Romans.
Elisa Schumann, Zaras Mutter, arbeitet als Yogalehrerin, hat wunderschöne lange rote Haare, achtet auf gesunde Ernährung und verbringt viel Zeit mit ihrem Sohn Jonathan.
Wolfgang Schumann, Zaras Vater, wird von seiner Tochter auch liebevoll „Paposchka“ genannt. Er ist Professor für Germanistik und zieht zu Beginn des Romans für ein Jahr nach Paris, um an der Sorbonne zu unterrichten, was Zara zu schaffen macht.
Jonathan Schumann, Zaras jüngerer Bruder, den sie auch „Jonnie-Poponnie“ nennt, ist eine „coole Lachsonne“, findet Zara. Er hat Trisomie 21.
Benno ist Zaras Onkel und der Bruder von Elisa. Er arbeitet als Tischler und spielt in seiner Freizeit Saxofon. Zara besucht ihn gerne in seiner rumpeligen Junggesellenbude und hört gemeinsam mit ihm Musik.
Perihan, eine selbstbewusste, junge Frau aus der Türkei, arbeitet als Gärtnerin im Botanischen Garten. Sie tröstet Zara, als diese unglücklich darüber ist, dass Greta in ihrer Band mitspielen soll, und die beiden freunden sich miteinander an.
Greta von Ganten, auch genannt „die eiskalte Greta“ oder einfach „Eishexe“, ist Zaras Erzfeindin. Sie kommt aus einer stinkreichen Familie, kann es nicht lassen, anzugeben und macht Zara das Leben schwer, unter anderem damit, dass sie ihre „Gang der Bekloppten“ auf Jonnie-Poponnie ansetzt.
Elias Waldau ist ein seltsamer neuer Mitschüler Zaras, der gerne Strickpullunder trägt, Orgel spielt und sich für Zara interessiert, was Zara am Anfang nervt. Im Laufe des Romans aber begreift sie, dass Elias gar nicht so nerdig ist, wie sie zunächst gedacht hat, und die beiden lernen sich näher kennen.
Die Musterschülerin Mathilde trägt gerne Röcke und Blusen, liest freiwillig den Wirtschaftsteil in der Zeitung und lernt in ihrer Freizeit Chinesisch. Ihr ist egal, was die anderen Kinder von ihr denken, und das gefällt Zara.
Manou Majong ist ein ausgeflippter Yoga-Guru, den Zaras Mutter toll findet, und der in der Zeit, in der Zaras Vater in Paris wohnt, für einiges Durcheinander in der Familie Schumann sorgt. Zara kann ihn nicht ausstehen und versucht mit allen Mitteln, ihn wieder aus ihrem Leben zu vertreiben.
Angélique Farinelli arbeitet als Dozentin für französische Philologie an der Sorbonne und hilft Zaras Vater dabei, sich in Paris einzuleben. Sie ist eine alleinerziehende Mutter.
Fabrice Farinelli ist Angéliques 14-jähriger Sohn. Zara lernt ihn kennen, als sie ihren Vater in Paris besucht.

## Genre / Stil
Zara – Alles neu wird als origineller, unterhaltsamer Empowerment-Roman nicht nur für Mädchen gelobt, der mit seiner eigenwilligen Heldin für den Mut zum Anderssein und zum Träumen spricht, und der ohne den moralischen Zeigefinger, sondern auf humor- und gefühlvolle, expressive Art und Weise solche wichtigen Themen wie Außenseitertum, (nahende) Pubertät, Rivalität und Konkurrenz unter Kindern, Freundschaft und erste Verliebtheit behandelt, und die zentrale Frage stellt, wie man s/eine Leidenschaft entdecken und leben kann.
Das Buch ist in einer frechen, teils bewusst umgangssprachlichen, teils poetischen, immer kreativen Sprache geschrieben, die von zahlreichen Wortneuschöpfungen der Dichterin / Songtexterin Zara gespickt ist. Besonders gelungen sind auch die lebendigen, pfiffigen Dialoge. Ulrike Schrimpf gelingt es hier erstaunlich authentisch, das (Bewusst)Sein von heranwachsenden Kindern einzufangen.

## Zaras Rap: der „Zora-Zara-Song“
Heute bin ich aufgestanden und hab gleich gedacht
jetzt wird Klartext gesprochen, jetzt wird ein Lied gemacht
für Mädchen, die sich trau'n, auch mal aufzumucken,
die den Strebern in der Schule vor die Füße spucken.
Mir doch egal, echt mal, total!
Was die andern von uns denken, das ist doch banal!
Hey, du hast die Wahl, deine Meinung zu vertreten
und dich nicht darum zu kümmern,
was die andern runterbeten.
Ich will den Urknall, die Farbenexplosion,
ein Meer von Gefühlen und die große Vision.
Unser Leben ist krass, wir sind frei zu entscheiden,
und das ist unser Ass!
Für Zora mit dem roten Feuerhaar
und Zara, die schon immer schneller war.
Für Lora, mit der du auf Traumwolken schwebst,
und Lara, mit der du dunkle Stunden überlebst.
Ein Lied für alle Mädchen, die Zoranien kennen,
die nicht bei jedem Wehwechen gleich zu Mami rennen,
sondern frei sind für die Reise in das Zauberland.
Ey, packe deine Flügel aus und gib mir die Hand!
Auf dem Weg zur Schule ist alles grau in grau,
die Sonne hinter Wolken, und 'ne einsame Frau
glotzt mich an aus ihrem Fenster.
Da frage ich mich leise: Sind das alles nur Gespenster
oder leben die noch? Komm raus aus deinem Loch,
streck die Nase in den Wind, du kannst es doch!
Viele Menschen sind so blind, sie sehen das Leben
nur als wirres Labyrinth und kleben
aufm Hocker. Ey, bleib doch mal locker!
Fang an zu moven und zu grooven!
Unser Leben ist Flow, wir sind frei, uns zu bewegen,
und das ist unsre Show!
Für Zora mit dem roten Feuerhaar
und Zara, die schon immer schneller war... (Refrain)
Am Nachmittag zu Hause bin ich müde und will chillen,
doch keine Chance: Ma fängt an zu brüllen.
Sie hat Stress wie immer und an mir lässt sie's aus.
Also geh ich in mein Zimmer
und kick die schlechte Laune raus.
Ich lass mich nicht dissen,
will Respekt nicht vermissen
von Ma und von Pa nicht und von keinem in der Welt.
Ich mache mir das Leben, wie es mir gefällt!
Ich texte und ich reime bis zum Sonnenuntergang,
werde groß wie eine Riesin durch meinen Flammen-Gesang!
Unser Leben ist Beat, wir sind frei, uns zu äußern,
und das ist unser Lied!
Für Zora mit dem roten Feuerhaar
und Zara, die schon immer schneller war... (Refrain)

## Hörbuch
Zu dem Roman ist 2013 ein Hörbuch bei Hörbuch Hamburg, erschienen, gelesen von der Schauspielerin Jodie Ahlborn, das von der hr2-Hörbuchbestenliste ausgezeichnet wurde sowie von dem Sankt Michaelsbund als Junior-Hörbuch des Monats: „Eine spannende Geschichte über eine eigenwillige Heldin, die ein großes Herz hat und sich traut, ihren Traum zu verwirklichen.“
Ulrike Schrimpf: Zara – Alles neu, gelesen von Jodie Ahlborn, Hamburg 2013, ISBN 978-3-86742-531-5.

## Pressestimmen
„Ulrike Schrimpf hat mit Zara eine neue Kinderbuchheldin erschaffen, von der man unbedingt mehr lesen möchte!“ Himbeer Berlin.
„Ein wunderbarer Kinderroman mit einer sympathischen Heldin. Für alle Mädchen, die so mutig sind wie die elfjährige Zara und die rote Zara, ihre Lieblingsheldin. Für alle anderen erst recht.“ Buchmarkt.
„Eine Geschichte darüber, wie aus großem Murks etwas Gutes werden kann.“ Zeit LEO.
„Kreative Wortschöpfungen (...) und eine sehr lebendige Sprache zeichnen diese turbulente Familien- und Freundschaftsgeschichte aus. (...) Erfrischend, authentisch und sympathisch, ist für mich die 11jährige Zara ein Gewinn in der Mädchenliteratur! Sehr empfohlen.“ Judith Richter, Evangelischer Buchberater.
„Ihre (Zaras) Persönlichkeit wird – sprachlich ausdrucksstark und manchmal auch etwas derb – differenziert und vielschichtig beschrieben. Zara ist lebendig, herzerfrischend, frech, empfindsam und verletzlich, voll Fantasie und großer Gedanken. Und: Zara ist kein Übermensch, der von den Schwierigkeiten normaler Kids nicht tangiert wird. (...) So endet das Buch mit einem fulminanten Song für starke Mädchen, der bei der Schulaufführung alle mitreißt. – So einem Buch wünscht man viele Leserinnen.“ Ute Sand, Borromäusverein.
„(...) rockt die selbständige und kontaktfreudige Nachwuchsrapperin die deutsche Hauptstadt, die wie ihr Spiegelbild wirkt. Vielseitig und lebendig erscheinen beide durch den kreativen Umgang mit Sprache der in Berlin geborenen Autorin: ein Stakkato aus Stummelsätzen vermittelt das erfrischend Unfertige Zaras, die von der Masse an Eindrücken oft einfach überrollt wird (...). Und Zaras Bruder Jonnie-Poponnie ist der kongeniale Partner im Wörter-Finden, die all die Eindrücke viel besser beschreiben als das etablierte Vokabular.“, Christina Rademacher, 1000 und 1 Buch. Magazin für Kinder- und Jugendliteratur.